# فهرست سیارک‌ها (۲۳۱۰۰۱–۲۳۲۰۰۱)
فهرست سیارک‌ها (۲۳۱۰۰۱ - ۲۳۲۰۰۱) فهرست سیارک‌ها از ۲۳۱۰۰۱ تا ۲۳۲۰۰۱ است.
| نام    | نام انگلیسی | تاریخ کشف       |
| ------ | ----------- | --------------- |
| ۲۳۱۰۰۱ | 2005 EV5    | ۱ مارس ۲۰۰۵     |
| ۲۳۱۰۰۲ | 2005 ED10   | ۲ مارس ۲۰۰۵     |
| ۲۳۱۰۰۳ | 2005 EJ15   | ۳ مارس ۲۰۰۵     |
| ۲۳۱۰۰۴ | 2005 EK21   | ۳ مارس ۲۰۰۵     |
| ۲۳۱۰۰۵ | 2005 EU22   | ۳ مارس ۲۰۰۵     |
| ۲۳۱۰۰۶ | 2005 EE24   | ۳ مارس ۲۰۰۵     |
| ۲۳۱۰۰۷ | 2005 EU33   | ۴ مارس ۲۰۰۵     |
| ۲۳۱۰۰۸ | 2005 EP36   | ۴ مارس ۲۰۰۵     |
| ۲۳۱۰۰۹ | 2005 ES40   | ۱ مارس ۲۰۰۵     |
| ۲۳۱۰۱۰ | 2005 ET41   | ۱ مارس ۲۰۰۵     |
| ۲۳۱۰۱۱ | 2005 EJ47   | ۳ مارس ۲۰۰۵     |
| ۲۳۱۰۱۲ | 2005 ED61   | ۴ مارس ۲۰۰۵     |
| ۲۳۱۰۱۳ | 2005 EV64   | ۴ مارس ۲۰۰۵     |
| ۲۳۱۰۱۴ | 2005 EF68   | ۷ مارس ۲۰۰۵     |
| ۲۳۱۰۱۵ | 2005 EN72   | ۲ مارس ۲۰۰۵     |
| ۲۳۱۰۱۶ | 2005 EQ72   | ۲ مارس ۲۰۰۵     |
| ۲۳۱۰۱۷ | 2005 EH80   | ۳ مارس ۲۰۰۵     |
| ۲۳۱۰۱۸ | 2005 ER85   | ۴ مارس ۲۰۰۵     |
| ۲۳۱۰۱۹ | 2005 EP86   | ۴ مارس ۲۰۰۵     |
| ۲۳۱۰۲۰ | 2005 EW100  | ۳ مارس ۲۰۰۵     |
| ۲۳۱۰۲۱ | 2005 EZ101  | ۳ مارس ۲۰۰۵     |
| ۲۳۱۰۲۲ | 2005 EW131  | ۹ مارس ۲۰۰۵     |
| ۲۳۱۰۲۳ | 2005 EP138  | ۹ مارس ۲۰۰۵     |
| ۲۳۱۰۲۴ | 2005 EM149  | ۱۰ مارس ۲۰۰۵    |
| ۲۳۱۰۲۵ | 2005 EU152  | ۱۰ مارس ۲۰۰۵    |
| ۲۳۱۰۲۶ | 2005 EN189  | ۱۱ مارس ۲۰۰۵    |
| ۲۳۱۰۲۷ | 2005 EZ196  | ۱۱ مارس ۲۰۰۵    |
| ۲۳۱۰۲۸ | 2005 EZ215  | ۸ مارس ۲۰۰۵     |
| ۲۳۱۰۲۹ | 2005 ET221  | ۱۲ مارس ۲۰۰۵    |
| ۲۳۱۰۳۰ | 2005 EQ223  | ۱۲ مارس ۲۰۰۵    |
| ۲۳۱۰۳۱ | 2005 EM225  | ۹ مارس ۲۰۰۵     |
| ۲۳۱۰۳۲ | 2005 EL226  | ۹ مارس ۲۰۰۵     |
| ۲۳۱۰۳۳ | 2005 EH238  | ۱۱ مارس ۲۰۰۵    |
| ۲۳۱۰۳۴ | 2005 EG253  | ۱۰ مارس ۲۰۰۵    |
| ۲۳۱۰۳۵ | 2005 EW253  | ۱۱ مارس ۲۰۰۵    |
| ۲۳۱۰۳۶ | 2005 EY266  | ۱۳ مارس ۲۰۰۵    |
| ۲۳۱۰۳۷ | 2005 ER275  | ۸ مارس ۲۰۰۵     |
| ۲۳۱۰۳۸ | 2005 EJ279  | ۹ مارس ۲۰۰۵     |
| ۲۳۱۰۳۹ | 2005 EL280  | ۱۰ مارس ۲۰۰۵    |
| ۲۳۱۰۴۰ | 2005 EX282  | ۱۰ مارس ۲۰۰۵    |
| ۲۳۱۰۴۱ | 2005 EB291  | ۱۰ مارس ۲۰۰۵    |
| ۲۳۱۰۴۲ | 2005 EF296  | ۹ مارس ۲۰۰۵     |
| ۲۳۱۰۴۳ | 2005 FV6    | ۳۰ مارس ۲۰۰۵    |
| ۲۳۱۰۴۴ | 2005 GG2    | ۱ آوریل ۲۰۰۵    |
| ۲۳۱۰۴۵ | 2005 GJ4    | ۱ آوریل ۲۰۰۵    |
| ۲۳۱۰۴۶ | 2005 GZ29   | ۴ آوریل ۲۰۰۵    |
| ۲۳۱۰۴۷ | 2005 GM31   | ۴ آوریل ۲۰۰۵    |
| ۲۳۱۰۴۸ | 2005 GT34   | ۱ آوریل ۲۰۰۵    |
| ۲۳۱۰۴۹ | 2005 GP43   | ۵ آوریل ۲۰۰۵    |
| ۲۳۱۰۵۰ | 2005 GH47   | ۵ آوریل ۲۰۰۵    |
| ۲۳۱۰۵۱ | 2005 GW60   | ۸ آوریل ۲۰۰۵    |
| ۲۳۱۰۵۲ | 2005 GV68   | ۲ آوریل ۲۰۰۵    |
| ۲۳۱۰۵۳ | 2005 GT119  | ۱۱ آوریل ۲۰۰۵   |
| ۲۳۱۰۵۴ | 2005 GN220  | ۵ آوریل ۲۰۰۵    |
| ۲۳۱۰۵۵ | 2005 GE222  | ۹ آوریل ۲۰۰۵    |
| ۲۳۱۰۵۶ | 2005 JG63   | ۳ مه ۲۰۰۵       |
| ۲۳۱۰۵۷ | 2005 JG167  | ۱۲ مه ۲۰۰۵      |
| ۲۳۱۰۵۸ | 2005 LJ34   | ۱۰ ژوئن ۲۰۰۵    |
| ۲۳۱۰۵۹ | 2005 NP7    | ۵ ژوئیه ۲۰۰۵    |
| ۲۳۱۰۶۰ | 2005 NM46   | ۵ ژوئیه ۲۰۰۵    |
| ۲۳۱۰۶۱ | 2005 NF67   | ۲ ژوئیه ۲۰۰۵    |
| ۲۳۱۰۶۲ | 2005 OY5    | ۲۸ ژوئیه ۲۰۰۵   |
| ۲۳۱۰۶۳ | 2005 OC19   | ۳۱ ژوئیه ۲۰۰۵   |
| ۲۳۱۰۶۴ | 2005 OF19   | ۳۱ ژوئیه ۲۰۰۵   |
| ۲۳۱۰۶۵ | 2005 OG28   | ۳۰ ژوئیه ۲۰۰۵   |
| ۲۳۱۰۶۶ | 2005 OR28   | ۳۱ ژوئیه ۲۰۰۵   |
| ۲۳۱۰۶۷ | 2005 PD1    | ۱ اوت ۲۰۰۵      |
| ۲۳۱۰۶۸ | 2005 PQ15   | ۴ اوت ۲۰۰۵      |
| ۲۳۱۰۶۹ | 2005 QN9    | ۲۵ اوت ۲۰۰۵     |
| ۲۳۱۰۷۰ | 2005 QN19   | ۲۵ اوت ۲۰۰۵     |
| ۲۳۱۰۷۱ | 2005 QG22   | ۲۷ اوت ۲۰۰۵     |
| ۲۳۱۰۷۲ | 2005 QK23   | ۲۷ اوت ۲۰۰۵     |
| ۲۳۱۰۷۳ | 2005 QD37   | ۲۵ اوت ۲۰۰۵     |
| ۲۳۱۰۷۴ | 2005 QQ46   | ۲۶ اوت ۲۰۰۵     |
| ۲۳۱۰۷۵ | 2005 QD50   | ۲۶ اوت ۲۰۰۵     |
| ۲۳۱۰۷۶ | 2005 QJ50   | ۲۶ اوت ۲۰۰۵     |
| ۲۳۱۰۷۷ | 2005 QS50   | ۲۶ اوت ۲۰۰۵     |
| ۲۳۱۰۷۸ | 2005 QS51   | ۲۷ اوت ۲۰۰۵     |
| ۲۳۱۰۷۹ | 2005 QY70   | ۲۹ اوت ۲۰۰۵     |
| ۲۳۱۰۸۰ | 2005 QN80   | ۲۸ اوت ۲۰۰۵     |
| ۲۳۱۰۸۱ | 2005 QT82   | ۲۹ اوت ۲۰۰۵     |
| ۲۳۱۰۸۲ | 2005 QK96   | ۲۷ اوت ۲۰۰۵     |
| ۲۳۱۰۸۳ | 2005 QW113  | ۲۷ اوت ۲۰۰۵     |
| ۲۳۱۰۸۴ | 2005 QJ165  | ۳۱ اوت ۲۰۰۵     |
| ۲۳۱۰۸۵ | 2005 QX170  | ۲۹ اوت ۲۰۰۵     |
| ۲۳۱۰۸۶ | 2005 QA178  | ۳۱ اوت ۲۰۰۵     |
| ۲۳۱۰۸۷ | 2005 QO180  | ۲۸ اوت ۲۰۰۵     |
| ۲۳۱۰۸۸ | 2005 RM8    | ۸ سپتامبر ۲۰۰۵  |
| ۲۳۱۰۸۹ | 2005 RZ10   | ۱۰ سپتامبر ۲۰۰۵ |
| ۲۳۱۰۹۰ | 2005 RJ11   | ۱۰ سپتامبر ۲۰۰۵ |
| ۲۳۱۰۹۱ | 2005 RQ14   | ۱ سپتامبر ۲۰۰۵  |
| ۲۳۱۰۹۲ | 2005 RB29   | ۱۲ سپتامبر ۲۰۰۵ |
| ۲۳۱۰۹۳ | 2005 RL31   | ۱۲ سپتامبر ۲۰۰۵ |
| ۲۳۱۰۹۴ | 2005 SO10   | ۲۶ سپتامبر ۲۰۰۵ |
| ۲۳۱۰۹۵ | 2005 SK22   | ۲۳ سپتامبر ۲۰۰۵ |
| ۲۳۱۰۹۶ | 2005 SN23   | ۲۳ سپتامبر ۲۰۰۵ |
| ۲۳۱۰۹۷ | 2005 SB25   | ۲۵ سپتامبر ۲۰۰۵ |
| ۲۳۱۰۹۸ | 2005 SW26   | ۲۳ سپتامبر ۲۰۰۵ |
| ۲۳۱۰۹۹ | 2005 SQ31   | ۲۳ سپتامبر ۲۰۰۵ |
| ۲۳۱۱۰۰ | 2005 SF41   | ۲۴ سپتامبر ۲۰۰۵ |
| ۲۳۱۱۰۱ | 2005 SV50   | ۲۴ سپتامبر ۲۰۰۵ |
| ۲۳۱۱۰۲ | 2005 SZ69   | ۲۷ سپتامبر ۲۰۰۵ |
| ۲۳۱۱۰۳ | 2005 SM70   | ۲۸ سپتامبر ۲۰۰۵ |
| ۲۳۱۱۰۴ | 2005 SF101  | ۲۵ سپتامبر ۲۰۰۵ |
| ۲۳۱۱۰۵ | 2005 SA102  | ۲۵ سپتامبر ۲۰۰۵ |
| ۲۳۱۱۰۶ | 2005 SZ116  | ۲۸ سپتامبر ۲۰۰۵ |
| ۲۳۱۱۰۷ | 2005 SO117  | ۲۸ سپتامبر ۲۰۰۵ |
| ۲۳۱۱۰۸ | 2005 SR124  | ۲۹ سپتامبر ۲۰۰۵ |
| ۲۳۱۱۰۹ | 2005 SB131  | ۲۹ سپتامبر ۲۰۰۵ |
| ۲۳۱۱۱۰ | 2005 SV132  | ۲۹ سپتامبر ۲۰۰۵ |
| ۲۳۱۱۱۱ | 2005 SD144  | ۲۵ سپتامبر ۲۰۰۵ |
| ۲۳۱۱۱۲ | 2005 SU147  | ۲۵ سپتامبر ۲۰۰۵ |
| ۲۳۱۱۱۳ | 2005 SA153  | ۲۵ سپتامبر ۲۰۰۵ |
| ۲۳۱۱۱۴ | 2005 SU156  | ۲۶ سپتامبر ۲۰۰۵ |
| ۲۳۱۱۱۵ | 2005 ST161  | ۲۷ سپتامبر ۲۰۰۵ |
| ۲۳۱۱۱۶ | 2005 SQ164  | ۲۷ سپتامبر ۲۰۰۵ |
| ۲۳۱۱۱۷ | 2005 SX187  | ۲۹ سپتامبر ۲۰۰۵ |
| ۲۳۱۱۱۸ | 2005 SY191  | ۲۹ سپتامبر ۲۰۰۵ |
| ۲۳۱۱۱۹ | 2005 SN193  | ۲۹ سپتامبر ۲۰۰۵ |
| ۲۳۱۱۲۰ | 2005 SF209  | ۳۰ سپتامبر ۲۰۰۵ |
| ۲۳۱۱۲۱ | 2005 SA213  | ۳۰ سپتامبر ۲۰۰۵ |
| ۲۳۱۱۲۲ | 2005 SY214  | ۳۰ سپتامبر ۲۰۰۵ |
| ۲۳۱۱۲۳ | 2005 SD216  | ۳۰ سپتامبر ۲۰۰۵ |
| ۲۳۱۱۲۴ | 2005 SH231  | ۳۰ سپتامبر ۲۰۰۵ |
| ۲۳۱۱۲۵ | 2005 SP232  | ۳۰ سپتامبر ۲۰۰۵ |
| ۲۳۱۱۲۶ | 2005 SC234  | ۲۹ سپتامبر ۲۰۰۵ |
| ۲۳۱۱۲۷ | 2005 SX245  | ۳۰ سپتامبر ۲۰۰۵ |
| ۲۳۱۱۲۸ | 2005 SM251  | ۲۴ سپتامبر ۲۰۰۵ |
| ۲۳۱۱۲۹ | 2005 SN259  | ۲۵ سپتامبر ۲۰۰۵ |
| ۲۳۱۱۳۰ | 2005 SG264  | ۲۴ سپتامبر ۲۰۰۵ |
| ۲۳۱۱۳۱ | 2005 SM278  | ۲۴ سپتامبر ۲۰۰۵ |
| ۲۳۱۱۳۲ | 2005 TV13   | ۱ اکتبر ۲۰۰۵    |
| ۲۳۱۱۳۳ | 2005 TW40   | ۱ اکتبر ۲۰۰۵    |
| ۲۳۱۱۳۴ | 2005 TU45   | ۵ اکتبر ۲۰۰۵    |
| ۲۳۱۱۳۵ | 2005 TE48   | ۶ اکتبر ۲۰۰۵    |
| ۲۳۱۱۳۶ | 2005 TV71   | ۳ اکتبر ۲۰۰۵    |
| ۲۳۱۱۳۷ | 2005 TM77   | ۶ اکتبر ۲۰۰۵    |
| ۲۳۱۱۳۸ | 2005 TA104  | ۸ اکتبر ۲۰۰۵    |
| ۲۳۱۱۳۹ | 2005 TF131  | ۷ اکتبر ۲۰۰۵    |
| ۲۳۱۱۴۰ | 2005 TJ135  | ۵ اکتبر ۲۰۰۵    |
| ۲۳۱۱۴۱ | 2005 TJ141  | ۸ اکتبر ۲۰۰۵    |
| ۲۳۱۱۴۲ | 2005 TC151  | ۸ اکتبر ۲۰۰۵    |
| ۲۳۱۱۴۳ | 2005 TP159  | ۹ اکتبر ۲۰۰۵    |
| ۲۳۱۱۴۴ | 2005 UE4    | ۲۴ اکتبر ۲۰۰۵   |
| ۲۳۱۱۴۵ | 2005 UF4    | ۲۴ اکتبر ۲۰۰۵   |
| ۲۳۱۱۴۶ | 2005 UT14   | ۲۲ اکتبر ۲۰۰۵   |
| ۲۳۱۱۴۷ | 2005 UH15   | ۲۲ اکتبر ۲۰۰۵   |
| ۲۳۱۱۴۸ | 2005 UX15   | ۲۲ اکتبر ۲۰۰۵   |
| ۲۳۱۱۴۹ | 2005 UV16   | ۲۲ اکتبر ۲۰۰۵   |
| ۲۳۱۱۵۰ | 2005 UJ29   | ۲۳ اکتبر ۲۰۰۵   |
| ۲۳۱۱۵۱ | 2005 UR41   | ۲۷ اکتبر ۲۰۰۵   |
| ۲۳۱۱۵۲ | 2005 UM44   | ۲۲ اکتبر ۲۰۰۵   |
| ۲۳۱۱۵۳ | 2005 UK48   | ۲۲ اکتبر ۲۰۰۵   |
| ۲۳۱۱۵۴ | 2005 UQ48   | ۲۲ اکتبر ۲۰۰۵   |
| ۲۳۱۱۵۵ | 2005 UF51   | ۲۳ اکتبر ۲۰۰۵   |
| ۲۳۱۱۵۶ | 2005 UF61   | ۲۵ اکتبر ۲۰۰۵   |
| ۲۳۱۱۵۷ | 2005 UO63   | ۲۵ اکتبر ۲۰۰۵   |
| ۲۳۱۱۵۸ | 2005 UW66   | ۲۲ اکتبر ۲۰۰۵   |
| ۲۳۱۱۵۹ | 2005 UG68   | ۲۲ اکتبر ۲۰۰۵   |
| ۲۳۱۱۶۰ | 2005 UV68   | ۲۳ اکتبر ۲۰۰۵   |
| ۲۳۱۱۶۱ | 2005 UT73   | ۲۳ اکتبر ۲۰۰۵   |
| ۲۳۱۱۶۲ | 2005 UU73   | ۲۳ اکتبر ۲۰۰۵   |
| ۲۳۱۱۶۳ | 2005 UJ76   | ۲۴ اکتبر ۲۰۰۵   |
| ۲۳۱۱۶۴ | 2005 UZ78   | ۲۵ اکتبر ۲۰۰۵   |
| ۲۳۱۱۶۵ | 2005 UA79   | ۲۵ اکتبر ۲۰۰۵   |
| ۲۳۱۱۶۶ | 2005 UX102  | ۲۲ اکتبر ۲۰۰۵   |
| ۲۳۱۱۶۷ | 2005 UB106  | ۲۲ اکتبر ۲۰۰۵   |
| ۲۳۱۱۶۸ | 2005 UB109  | ۲۲ اکتبر ۲۰۰۵   |
| ۲۳۱۱۶۹ | 2005 UT113  | ۲۲ اکتبر ۲۰۰۵   |
| ۲۳۱۱۷۰ | 2005 UA122  | ۲۴ اکتبر ۲۰۰۵   |
| ۲۳۱۱۷۱ | 2005 UQ142  | ۲۵ اکتبر ۲۰۰۵   |
| ۲۳۱۱۷۲ | 2005 UZ143  | ۲۶ اکتبر ۲۰۰۵   |
| ۲۳۱۱۷۳ | 2005 UX152  | ۲۶ اکتبر ۲۰۰۵   |
| ۲۳۱۱۷۴ | 2005 UH153  | ۲۶ اکتبر ۲۰۰۵   |
| ۲۳۱۱۷۵ | 2005 UG160  | ۲۲ اکتبر ۲۰۰۵   |
| ۲۳۱۱۷۶ | 2005 UU170  | ۲۴ اکتبر ۲۰۰۵   |
| ۲۳۱۱۷۷ | 2005 UK194  | ۲۲ اکتبر ۲۰۰۵   |
| ۲۳۱۱۷۸ | 2005 UX206  | ۲۷ اکتبر ۲۰۰۵   |
| ۲۳۱۱۷۹ | 2005 UQ214  | ۲۷ اکتبر ۲۰۰۵   |
| ۲۳۱۱۸۰ | 2005 UU215  | ۲۵ اکتبر ۲۰۰۵   |
| ۲۳۱۱۸۱ | 2005 UX226  | ۲۵ اکتبر ۲۰۰۵   |
| ۲۳۱۱۸۲ | 2005 UF230  | ۲۵ اکتبر ۲۰۰۵   |
| ۲۳۱۱۸۳ | 2005 UO230  | ۲۵ اکتبر ۲۰۰۵   |
| ۲۳۱۱۸۴ | 2005 UL252  | ۲۶ اکتبر ۲۰۰۵   |
| ۲۳۱۱۸۵ | 2005 UZ263  | ۲۷ اکتبر ۲۰۰۵   |
| ۲۳۱۱۸۶ | 2005 UH273  | ۲۸ اکتبر ۲۰۰۵   |
| ۲۳۱۱۸۷ | 2005 UG305  | ۲۶ اکتبر ۲۰۰۵   |
| ۲۳۱۱۸۸ | 2005 UR354  | ۲۹ اکتبر ۲۰۰۵   |
| ۲۳۱۱۸۹ | 2005 UH360  | ۲۵ اکتبر ۲۰۰۵   |
| ۲۳۱۱۹۰ | 2005 UO368  | ۲۷ اکتبر ۲۰۰۵   |
| ۲۳۱۱۹۱ | 2005 UW420  | ۲۵ اکتبر ۲۰۰۵   |
| ۲۳۱۱۹۲ | 2005 UU432  | ۲۸ اکتبر ۲۰۰۵   |
| ۲۳۱۱۹۳ | 2005 UL444  | ۳۰ اکتبر ۲۰۰۵   |
| ۲۳۱۱۹۴ | 2005 UB445  | ۳۱ اکتبر ۲۰۰۵   |
| ۲۳۱۱۹۵ | 2005 UL448  | ۳۰ اکتبر ۲۰۰۵   |
| ۲۳۱۱۹۶ | 2005 UC451  | ۲۷ اکتبر ۲۰۰۵   |
| ۲۳۱۱۹۷ | 2005 UL482  | ۲۲ اکتبر ۲۰۰۵   |
| ۲۳۱۱۹۸ | 2005 UF492  | ۲۴ اکتبر ۲۰۰۵   |
| ۲۳۱۱۹۹ | 2005 UO505  | ۲۴ اکتبر ۲۰۰۵   |
| ۲۳۱۲۰۰ | 2005 UZ505  | ۲۴ اکتبر ۲۰۰۵   |
| ۲۳۱۲۰۱ | 2005 UH511  | ۲۷ اکتبر ۲۰۰۵   |
| ۲۳۱۲۰۲ | 2005 VF42   | ۳ نوامبر ۲۰۰۵   |
| ۲۳۱۲۰۳ | 2005 VR42   | ۳ نوامبر ۲۰۰۵   |
| ۲۳۱۲۰۴ | 2005 VV42   | ۴ نوامبر ۲۰۰۵   |
| ۲۳۱۲۰۵ | 2005 VR49   | ۲ نوامبر ۲۰۰۵   |
| ۲۳۱۲۰۶ | 2005 VH99   | ۱۰ نوامبر ۲۰۰۵  |
| ۲۳۱۲۰۷ | 2005 VW119  | ۴ نوامبر ۲۰۰۵   |
| ۲۳۱۲۰۸ | 2005 VB124  | ۳ نوامبر ۲۰۰۵   |
| ۲۳۱۲۰۹ | 2005 WD32   | ۲۱ نوامبر ۲۰۰۵  |
| ۲۳۱۲۱۰ | 2005 WQ33   | ۲۱ نوامبر ۲۰۰۵  |
| ۲۳۱۲۱۱ | 2005 WA36   | ۲۲ نوامبر ۲۰۰۵  |
| ۲۳۱۲۱۲ | 2005 WK57   | ۳۰ نوامبر ۲۰۰۵  |
| ۲۳۱۲۱۳ | 2005 WX87   | ۲۸ نوامبر ۲۰۰۵  |
| ۲۳۱۲۱۴ | 2005 WD89   | ۲۵ نوامبر ۲۰۰۵  |
| ۲۳۱۲۱۵ | 2005 WU93   | ۲۶ نوامبر ۲۰۰۵  |
| ۲۳۱۲۱۶ | 2005 WM96   | ۲۶ نوامبر ۲۰۰۵  |
| ۲۳۱۲۱۷ | 2005 WW126  | ۲۵ نوامبر ۲۰۰۵  |
| ۲۳۱۲۱۸ | 2005 WY136  | ۲۶ نوامبر ۲۰۰۵  |
| ۲۳۱۲۱۹ | 2005 WW149  | ۲۸ نوامبر ۲۰۰۵  |
| ۲۳۱۲۲۰ | 2005 WS155  | ۲۹ نوامبر ۲۰۰۵  |
| ۲۳۱۲۲۱ | 2005 WM157  | ۲۵ نوامبر ۲۰۰۵  |
| ۲۳۱۲۲۲ | 2005 WR157  | ۲۵ نوامبر ۲۰۰۵  |
| ۲۳۱۲۲۳ | 2005 WD159  | ۲۸ نوامبر ۲۰۰۵  |
| ۲۳۱۲۲۴ | 2005 WW159  | ۳۰ نوامبر ۲۰۰۵  |
| ۲۳۱۲۲۵ | 2005 WS171  | ۳۰ نوامبر ۲۰۰۵  |
| ۲۳۱۲۲۶ | 2005 WZ174  | ۳۰ نوامبر ۲۰۰۵  |
| ۲۳۱۲۲۷ | 2005 WZ177  | ۳۰ نوامبر ۲۰۰۵  |
| ۲۳۱۲۲۸ | 2005 WV188  | ۳۰ نوامبر ۲۰۰۵  |
| ۲۳۱۲۲۹ | 2005 WE196  | ۲۹ نوامبر ۲۰۰۵  |
| ۲۳۱۲۳۰ | 2005 XA3    | ۱ دسامبر ۲۰۰۵   |
| ۲۳۱۲۳۱ | 2005 XC12   | ۱ دسامبر ۲۰۰۵   |
| ۲۳۱۲۳۲ | 2005 XB25   | ۳ دسامبر ۲۰۰۵   |
| ۲۳۱۲۳۳ | 2005 XZ37   | ۴ دسامبر ۲۰۰۵   |
| ۲۳۱۲۳۴ | 2005 XN38   | ۴ دسامبر ۲۰۰۵   |
| ۲۳۱۲۳۵ | 2005 XR41   | ۷ دسامبر ۲۰۰۵   |
| ۲۳۱۲۳۶ | 2005 XK54   | ۵ دسامبر ۲۰۰۵   |
| ۲۳۱۲۳۷ | 2005 XW84   | ۱۰ دسامبر ۲۰۰۵  |
| ۲۳۱۲۳۸ | 2005 YB7    | ۲۱ دسامبر ۲۰۰۵  |
| ۲۳۱۲۳۹ | 2005 YK9    | ۲۱ دسامبر ۲۰۰۵  |
| ۲۳۱۲۴۰ | 2005 YS25   | ۲۴ دسامبر ۲۰۰۵  |
| ۲۳۱۲۴۱ | 2005 YW35   | ۲۵ دسامبر ۲۰۰۵  |
| ۲۳۱۲۴۲ | 2005 YW47   | ۲۶ دسامبر ۲۰۰۵  |
| ۲۳۱۲۴۳ | 2005 YJ50   | ۲۵ دسامبر ۲۰۰۵  |
| ۲۳۱۲۴۴ | 2005 YW63   | ۲۴ دسامبر ۲۰۰۵  |
| ۲۳۱۲۴۵ | 2005 YL116  | ۲۵ دسامبر ۲۰۰۵  |
| ۲۳۱۲۴۶ | 2005 YN124  | ۲۶ دسامبر ۲۰۰۵  |
| ۲۳۱۲۴۷ | 2005 YB131  | ۲۵ دسامبر ۲۰۰۵  |
| ۲۳۱۲۴۸ | 2005 YJ131  | ۲۵ دسامبر ۲۰۰۵  |
| ۲۳۱۲۴۹ | 2005 YO138  | ۲۶ دسامبر ۲۰۰۵  |
| ۲۳۱۲۵۰ | 2005 YK141  | ۲۸ دسامبر ۲۰۰۵  |
| ۲۳۱۲۵۱ | 2005 YN145  | ۲۹ دسامبر ۲۰۰۵  |
| ۲۳۱۲۵۲ | 2005 YV152  | ۲۸ دسامبر ۲۰۰۵  |
| ۲۳۱۲۵۳ | 2005 YX152  | ۲۸ دسامبر ۲۰۰۵  |
| ۲۳۱۲۵۴ | 2005 YT158  | ۲۷ دسامبر ۲۰۰۵  |
| ۲۳۱۲۵۵ | 2005 YL168  | ۲۹ دسامبر ۲۰۰۵  |
| ۲۳۱۲۵۶ | 2005 YX191  | ۳۰ دسامبر ۲۰۰۵  |
| ۲۳۱۲۵۷ | 2005 YE196  | ۲۵ دسامبر ۲۰۰۵  |
| ۲۳۱۲۵۸ | 2005 YS199  | ۲۵ دسامبر ۲۰۰۵  |
| ۲۳۱۲۵۹ | 2005 YW203  | ۲۵ دسامبر ۲۰۰۵  |
| ۲۳۱۲۶۰ | 2005 YB211  | ۲۵ دسامبر ۲۰۰۵  |
| ۲۳۱۲۶۱ | 2005 YM229  | ۲۵ دسامبر ۲۰۰۵  |
| ۲۳۱۲۶۲ | 2005 YZ274  | ۲۵ دسامبر ۲۰۰۵  |
| ۲۳۱۲۶۳ | 2005 YD275  | ۲۵ دسامبر ۲۰۰۵  |
| ۲۳۱۲۶۴ | 2005 YJ289  | ۳۱ دسامبر ۲۰۰۵  |
| ۲۳۱۲۶۵ | 2006 AS4    | ۵ ژانویه ۲۰۰۶   |
| ۲۳۱۲۶۶ | 2006 AW13   | ۵ ژانویه ۲۰۰۶   |
| ۲۳۱۲۶۷ | 2006 AM16   | ۴ ژانویه ۲۰۰۶   |
| ۲۳۱۲۶۸ | 2006 AG21   | ۵ ژانویه ۲۰۰۶   |
| ۲۳۱۲۶۹ | 2006 AO21   | ۵ ژانویه ۲۰۰۶   |
| ۲۳۱۲۷۰ | 2006 AF31   | ۵ ژانویه ۲۰۰۶   |
| ۲۳۱۲۷۱ | 2006 AO42   | ۶ ژانویه ۲۰۰۶   |
| ۲۳۱۲۷۲ | 2006 AK46   | ۵ ژانویه ۲۰۰۶   |
| ۲۳۱۲۷۳ | 2006 AU63   | ۷ ژانویه ۲۰۰۶   |
| ۲۳۱۲۷۴ | 2006 AY68   | ۶ ژانویه ۲۰۰۶   |
| ۲۳۱۲۷۵ | 2006 AP71   | ۶ ژانویه ۲۰۰۶   |
| ۲۳۱۲۷۶ | 2006 AL85   | ۷ ژانویه ۲۰۰۶   |
| ۲۳۱۲۷۷ | 2006 BC13   | ۲۱ ژانویه ۲۰۰۶  |
| ۲۳۱۲۷۸ | 2006 BY26   | ۲۵ ژانویه ۲۰۰۶  |
| ۲۳۱۲۷۹ | 2006 BV27   | ۲۲ ژانویه ۲۰۰۶  |
| ۲۳۱۲۸۰ | 2006 BT31   | ۲۰ ژانویه ۲۰۰۶  |
| ۲۳۱۲۸۱ | 2006 BW32   | ۲۱ ژانویه ۲۰۰۶  |
| ۲۳۱۲۸۲ | 2006 BF44   | ۲۳ ژانویه ۲۰۰۶  |
| ۲۳۱۲۸۳ | 2006 BZ45   | ۲۳ ژانویه ۲۰۰۶  |
| ۲۳۱۲۸۴ | 2006 BL57   | ۲۳ ژانویه ۲۰۰۶  |
| ۲۳۱۲۸۵ | 2006 BJ58   | ۲۳ ژانویه ۲۰۰۶  |
| ۲۳۱۲۸۶ | 2006 BN58   | ۲۳ ژانویه ۲۰۰۶  |
| ۲۳۱۲۸۷ | 2006 BW60   | ۱۹ ژانویه ۲۰۰۶  |
| ۲۳۱۲۸۸ | 2006 BZ80   | ۲۳ ژانویه ۲۰۰۶  |
| ۲۳۱۲۸۹ | 2006 BK95   | ۲۶ ژانویه ۲۰۰۶  |
| ۲۳۱۲۹۰ | 2006 BK99   | ۲۵ ژانویه ۲۰۰۶  |
| ۲۳۱۲۹۱ | 2006 BZ102  | ۲۳ ژانویه ۲۰۰۶  |
| ۲۳۱۲۹۲ | 2006 BZ107  | ۲۵ ژانویه ۲۰۰۶  |
| ۲۳۱۲۹۳ | 2006 BL117  | ۲۶ ژانویه ۲۰۰۶  |
| ۲۳۱۲۹۴ | 2006 BF124  | ۲۶ ژانویه ۲۰۰۶  |
| ۲۳۱۲۹۵ | 2006 BM126  | ۲۶ ژانویه ۲۰۰۶  |
| ۲۳۱۲۹۶ | 2006 BD128  | ۲۶ ژانویه ۲۰۰۶  |
| ۲۳۱۲۹۷ | 2006 BT141  | ۲۵ ژانویه ۲۰۰۶  |
| ۲۳۱۲۹۸ | 2006 BQ144  | ۲۳ ژانویه ۲۰۰۶  |
| ۲۳۱۲۹۹ | 2006 BH145  | ۲۳ ژانویه ۲۰۰۶  |
| ۲۳۱۳۰۰ | 2006 BF159  | ۲۶ ژانویه ۲۰۰۶  |
| ۲۳۱۳۰۱ | 2006 BU161  | ۲۶ ژانویه ۲۰۰۶  |
| ۲۳۱۳۰۲ | 2006 BM165  | ۲۶ ژانویه ۲۰۰۶  |
| ۲۳۱۳۰۳ | 2006 BV167  | ۲۶ ژانویه ۲۰۰۶  |
| ۲۳۱۳۰۴ | 2006 BK168  | ۲۶ ژانویه ۲۰۰۶  |
| ۲۳۱۳۰۵ | 2006 BK169  | ۲۶ ژانویه ۲۰۰۶  |
| ۲۳۱۳۰۶ | 2006 BQ178  | ۲۷ ژانویه ۲۰۰۶  |
| ۲۳۱۳۰۷ | 2006 BD186  | ۲۸ ژانویه ۲۰۰۶  |
| ۲۳۱۳۰۸ | 2006 BD190  | ۲۸ ژانویه ۲۰۰۶  |
| ۲۳۱۳۰۹ | 2006 BK190  | ۲۸ ژانویه ۲۰۰۶  |
| ۲۳۱۳۱۰ | 2006 BC191  | ۲۸ ژانویه ۲۰۰۶  |
| ۲۳۱۳۱۱ | 2006 BN214  | ۲۳ ژانویه ۲۰۰۶  |
| ۲۳۱۳۱۲ | 2006 BH255  | ۳۱ ژانویه ۲۰۰۶  |
| ۲۳۱۳۱۳ | 2006 BH263  | ۳۱ ژانویه ۲۰۰۶  |
| ۲۳۱۳۱۴ | 2006 BV267  | ۲۶ ژانویه ۲۰۰۶  |
| ۲۳۱۳۱۵ | 2006 BU268  | ۲۷ ژانویه ۲۰۰۶  |
| ۲۳۱۳۱۶ | 2006 BP281  | ۲۳ ژانویه ۲۰۰۶  |
| ۲۳۱۳۱۷ | 2006 CW5    | ۱ فوریه ۲۰۰۶    |
| ۲۳۱۳۱۸ | 2006 CO40   | ۲ فوریه ۲۰۰۶    |
| ۲۳۱۳۱۹ | 2006 CQ41   | ۲ فوریه ۲۰۰۶    |
| ۲۳۱۳۲۰ | 2006 CM55   | ۴ فوریه ۲۰۰۶    |
| ۲۳۱۳۲۱ | 2006 CL57   | ۴ فوریه ۲۰۰۶    |
| ۲۳۱۳۲۲ | 2006 DF1    | ۲۱ فوریه ۲۰۰۶   |
| ۲۳۱۳۲۳ | 2006 DM2    | ۲۰ فوریه ۲۰۰۶   |
| ۲۳۱۳۲۴ | 2006 DQ3    | ۲۰ فوریه ۲۰۰۶   |
| ۲۳۱۳۲۵ | 2006 DR7    | ۲۰ فوریه ۲۰۰۶   |
| ۲۳۱۳۲۶ | 2006 DC8    | ۲۰ فوریه ۲۰۰۶   |
| ۲۳۱۳۲۷ | 2006 DE33   | ۲۰ فوریه ۲۰۰۶   |
| ۲۳۱۳۲۸ | 2006 DW38   | ۲۱ فوریه ۲۰۰۶   |
| ۲۳۱۳۲۹ | 2006 DF53   | ۲۴ فوریه ۲۰۰۶   |
| ۲۳۱۳۳۰ | 2006 DE66   | ۲۱ فوریه ۲۰۰۶   |
| ۲۳۱۳۳۱ | 2006 DV86   | ۲۴ فوریه ۲۰۰۶   |
| ۲۳۱۳۳۲ | 2006 DY144  | ۲۵ فوریه ۲۰۰۶   |
| ۲۳۱۳۳۳ | 2006 DO179  | ۲۷ فوریه ۲۰۰۶   |
| ۲۳۱۳۳۴ | 2006 DJ184  | ۲۷ فوریه ۲۰۰۶   |
| ۲۳۱۳۳۵ | 2006 DF195  | ۲۸ فوریه ۲۰۰۶   |
| ۲۳۱۳۳۶ | 2006 DL197  | ۲۴ فوریه ۲۰۰۶   |
| ۲۳۱۳۳۷ | 2006 DE198  | ۲۵ فوریه ۲۰۰۶   |
| ۲۳۱۳۳۸ | 2006 DW200  | ۲۵ فوریه ۲۰۰۶   |
| ۲۳۱۳۳۹ | 2006 DS201  | ۱۸ فوریه ۲۰۰۶   |
| ۲۳۱۳۴۰ | 2006 DS207  | ۲۵ فوریه ۲۰۰۶   |
| ۲۳۱۳۴۱ | 2006 DP208  | ۲۵ فوریه ۲۰۰۶   |
| ۲۳۱۳۴۲ | 2006 EL25   | ۳ مارس ۲۰۰۶     |
| ۲۳۱۳۴۳ | 2006 EF32   | ۳ مارس ۲۰۰۶     |
| ۲۳۱۳۴۴ | 2006 EZ49   | ۴ مارس ۲۰۰۶     |
| ۲۳۱۳۴۵ | 2006 EE52   | ۴ مارس ۲۰۰۶     |
| ۲۳۱۳۴۶ | 2006 EL67   | ۱۰ مارس ۲۰۰۶    |
| ۲۳۱۳۴۷ | 2006 FE7    | ۲۳ مارس ۲۰۰۶    |
| ۲۳۱۳۴۸ | 2006 FR15   | ۲۳ مارس ۲۰۰۶    |
| ۲۳۱۳۴۹ | 2006 FV15   | ۲۳ مارس ۲۰۰۶    |
| ۲۳۱۳۵۰ | 2006 FC26   | ۲۴ مارس ۲۰۰۶    |
| ۲۳۱۳۵۱ | 2006 FM37   | ۲۴ مارس ۲۰۰۶    |
| ۲۳۱۳۵۲ | 2006 FP39   | ۲۴ مارس ۲۰۰۶    |
| ۲۳۱۳۵۳ | 2006 GW11   | ۲ آوریل ۲۰۰۶    |
| ۲۳۱۳۵۴ | 2006 GY16   | ۲ آوریل ۲۰۰۶    |
| ۲۳۱۳۵۵ | 2006 GC17   | ۲ آوریل ۲۰۰۶    |
| ۲۳۱۳۵۶ | 2006 GE23   | ۲ آوریل ۲۰۰۶    |
| ۲۳۱۳۵۷ | 2006 GL28   | ۲ آوریل ۲۰۰۶    |
| ۲۳۱۳۵۸ | 2006 GO35   | ۷ آوریل ۲۰۰۶    |
| ۲۳۱۳۵۹ | 2006 GB37   | ۸ آوریل ۲۰۰۶    |
| ۲۳۱۳۶۰ | 2006 GV40   | ۷ آوریل ۲۰۰۶    |
| ۲۳۱۳۶۱ | 2006 GM42   | ۲ آوریل ۲۰۰۶    |
| ۲۳۱۳۶۲ | 2006 GO42   | ۶ آوریل ۲۰۰۶    |
| ۲۳۱۳۶۳ | 2006 GO49   | ۷ آوریل ۲۰۰۶    |
| ۲۳۱۳۶۴ | 2006 GA54   | ۸ آوریل ۲۰۰۶    |
| ۲۳۱۳۶۵ | 2006 HL2    | ۱۸ آوریل ۲۰۰۶   |
| ۲۳۱۳۶۶ | 2006 HQ7    | ۱۹ آوریل ۲۰۰۶   |
| ۲۳۱۳۶۷ | 2006 HM17   | ۱۸ آوریل ۲۰۰۶   |
| ۲۳۱۳۶۸ | 2006 HF18   | ۲۲ آوریل ۲۰۰۶   |
| ۲۳۱۳۶۹ | 2006 HD22   | ۲۰ آوریل ۲۰۰۶   |
| ۲۳۱۳۷۰ | 2006 HK24   | ۲۰ آوریل ۲۰۰۶   |
| ۲۳۱۳۷۱ | 2006 HR27   | ۲۰ آوریل ۲۰۰۶   |
| ۲۳۱۳۷۲ | 2006 HA36   | ۲۰ آوریل ۲۰۰۶   |
| ۲۳۱۳۷۳ | 2006 HA40   | ۲۱ آوریل ۲۰۰۶   |
| ۲۳۱۳۷۴ | 2006 HY41   | ۲۱ آوریل ۲۰۰۶   |
| ۲۳۱۳۷۵ | 2006 HW49   | ۲۶ آوریل ۲۰۰۶   |
| ۲۳۱۳۷۶ | 2006 HY61   | ۲۴ آوریل ۲۰۰۶   |
| ۲۳۱۳۷۷ | 2006 HG95   | ۳۰ آوریل ۲۰۰۶   |
| ۲۳۱۳۷۸ | 2006 HD107  | ۳۰ آوریل ۲۰۰۶   |
| ۲۳۱۳۷۹ | 2006 HV133  | ۲۶ آوریل ۲۰۰۶   |
| ۲۳۱۳۷۹ | 2006 JJ     | ۱ مه ۲۰۰۶       |
| ۲۳۱۳۸۱ | 2006 JW12   | ۱ مه ۲۰۰۶       |
| ۲۳۱۳۸۲ | 2006 JB36   | ۴ مه ۲۰۰۶       |
| ۲۳۱۳۸۳ | 2006 JN42   | ۲ مه ۲۰۰۶       |
| ۲۳۱۳۸۴ | 2006 JJ47   | ۱ مه ۲۰۰۶       |
| ۲۳۱۳۸۵ | 2006 JN54   | ۸ مه ۲۰۰۶       |
| ۲۳۱۳۸۶ | 2006 JU54   | ۸ مه ۲۰۰۶       |
| ۲۳۱۳۸۷ | 2006 KW8    | ۱۹ مه ۲۰۰۶      |
| ۲۳۱۳۸۸ | 2006 KB17   | ۲۰ مه ۲۰۰۶      |
| ۲۳۱۳۸۹ | 2006 KO18   | ۲۱ مه ۲۰۰۶      |
| ۲۳۱۳۹۰ | 2006 KP33   | ۲۰ مه ۲۰۰۶      |
| ۲۳۱۳۹۱ | 2006 KA37   | ۲۱ مه ۲۰۰۶      |
| ۲۳۱۳۹۲ | 2006 KP64   | ۲۳ مه ۲۰۰۶      |
| ۲۳۱۳۹۳ | 2006 KM65   | ۲۴ مه ۲۰۰۶      |
| ۲۳۱۳۹۴ | 2006 KO66   | ۲۴ مه ۲۰۰۶      |
| ۲۳۱۳۹۵ | 2006 KM115  | ۲۹ مه ۲۰۰۶      |
| ۲۳۱۳۹۶ | 2006 KR116  | ۲۹ مه ۲۰۰۶      |
| ۲۳۱۳۹۷ | 2006 MB15   | ۲۴ ژوئن ۲۰۰۶    |
| ۲۳۱۳۹۸ | 2006 PX9    | ۱۳ اوت ۲۰۰۶     |
| ۲۳۱۳۹۹ | 2006 QH84   | ۲۷ اوت ۲۰۰۶     |
| ۲۳۱۴۰۰ | 2006 SE32   | ۱۷ سپتامبر ۲۰۰۶ |
| ۲۳۱۴۰۱ | 2006 SM273  | ۲۷ سپتامبر ۲۰۰۶ |
| ۲۳۱۴۰۲ | 2006 TP107  | ۴ اکتبر ۲۰۰۶    |
| ۲۳۱۴۰۳ | 2006 WR4    | ۲۲ نوامبر ۲۰۰۶  |
| ۲۳۱۴۰۴ | 2006 WA151  | ۲۰ نوامبر ۲۰۰۶  |
| ۲۳۱۴۰۵ | 2006 WZ201  | ۲۷ نوامبر ۲۰۰۶  |
| ۲۳۱۴۰۶ | 2006 YH9    | ۲۰ دسامبر ۲۰۰۶  |
| ۲۳۱۴۰۷ | 2006 YU10   | ۲۱ دسامبر ۲۰۰۶  |
| ۲۳۱۴۰۸ | 2007 AO30   | ۹ ژانویه ۲۰۰۷   |
| ۲۳۱۴۰۹ | 2007 BH9    | ۱۷ ژانویه ۲۰۰۷  |
| ۲۳۱۴۱۰ | 2007 BC76   | ۲۸ ژانویه ۲۰۰۷  |
| ۲۳۱۴۱۱ | 2007 CB26   | ۹ فوریه ۲۰۰۷    |
| ۲۳۱۴۱۲ | 2007 CL41   | ۷ فوریه ۲۰۰۷    |
| ۲۳۱۴۱۳ | 2007 CT41   | ۷ فوریه ۲۰۰۷    |
| ۲۳۱۴۱۴ | 2007 DH40   | ۱۹ فوریه ۲۰۰۷   |
| ۲۳۱۴۱۵ | 2007 DE42   | ۱۶ فوریه ۲۰۰۷   |
| ۲۳۱۴۱۶ | 2007 DB49   | ۲۱ فوریه ۲۰۰۷   |
| ۲۳۱۴۱۷ | 2007 DH63   | ۲۱ فوریه ۲۰۰۷   |
| ۲۳۱۴۱۸ | 2007 EE12   | ۹ مارس ۲۰۰۷     |
| ۲۳۱۴۱۹ | 2007 EO38   | ۱۱ مارس ۲۰۰۷    |
| ۲۳۱۴۲۰ | 2007 EO50   | ۱۰ مارس ۲۰۰۷    |
| ۲۳۱۴۲۱ | 2007 EU55   | ۱۲ مارس ۲۰۰۷    |
| ۲۳۱۴۲۲ | 2007 EG65   | ۱۰ مارس ۲۰۰۷    |
| ۲۳۱۴۲۳ | 2007 EH76   | ۱۰ مارس ۲۰۰۷    |
| ۲۳۱۴۲۴ | 2007 EG79   | ۱۰ مارس ۲۰۰۷    |
| ۲۳۱۴۲۵ | 2007 EF105  | ۱۱ مارس ۲۰۰۷    |
| ۲۳۱۴۲۶ | 2007 EU109  | ۱۱ مارس ۲۰۰۷    |
| ۲۳۱۴۲۷ | 2007 EM112  | ۱۱ مارس ۲۰۰۷    |
| ۲۳۱۴۲۸ | 2007 ET112  | ۱۱ مارس ۲۰۰۷    |
| ۲۳۱۴۲۹ | 2007 ER122  | ۱۴ مارس ۲۰۰۷    |
| ۲۳۱۴۳۰ | 2007 EC127  | ۹ مارس ۲۰۰۷     |
| ۲۳۱۴۳۱ | 2007 ES130  | ۹ مارس ۲۰۰۷     |
| ۲۳۱۴۳۲ | 2007 EJ142  | ۱۲ مارس ۲۰۰۷    |
| ۲۳۱۴۳۳ | 2007 EV159  | ۱۴ مارس ۲۰۰۷    |
| ۲۳۱۴۳۴ | 2007 EF180  | ۱۴ مارس ۲۰۰۷    |
| ۲۳۱۴۳۵ | 2007 EW196  | ۱۵ مارس ۲۰۰۷    |
| ۲۳۱۴۳۶ | 2007 FH2    | ۱۶ مارس ۲۰۰۷    |
| ۲۳۱۴۳۷ | 2007 FG15   | ۱۶ مارس ۲۰۰۷    |
| ۲۳۱۴۳۸ | 2007 FT15   | ۱۹ مارس ۲۰۰۷    |
| ۲۳۱۴۳۹ | 2007 FU23   | ۲۰ مارس ۲۰۰۷    |
| ۲۳۱۴۴۰ | 2007 GB19   | ۱۱ آوریل ۲۰۰۷   |
| ۲۳۱۴۴۱ | 2007 GM29   | ۱۱ آوریل ۲۰۰۷   |
| ۲۳۱۴۴۲ | 2007 GS32   | ۱۵ آوریل ۲۰۰۷   |
| ۲۳۱۴۴۳ | 2007 GH40   | ۱۴ آوریل ۲۰۰۷   |
| ۲۳۱۴۴۴ | 2007 GR43   | ۱۴ آوریل ۲۰۰۷   |
| ۲۳۱۴۴۵ | 2007 GF60   | ۱۵ آوریل ۲۰۰۷   |
| ۲۳۱۴۴۶ | 2007 GE75   | ۱۰ آوریل ۲۰۰۷   |
| ۲۳۱۴۴۷ | 2007 HE1    | ۱۶ آوریل ۲۰۰۷   |
| ۲۳۱۴۴۸ | 2007 HL46   | ۲۰ آوریل ۲۰۰۷   |
| ۲۳۱۴۴۹ | 2007 HH51   | ۲۰ آوریل ۲۰۰۷   |
| ۲۳۱۴۵۰ | 2007 HK58   | ۲۳ آوریل ۲۰۰۷   |
| ۲۳۱۴۵۱ | 2007 HL72   | ۲۲ آوریل ۲۰۰۷   |
| ۲۳۱۴۵۲ | 2007 HC74   | ۲۲ آوریل ۲۰۰۷   |
| ۲۳۱۴۵۳ | 2007 HS82   | ۱۶ آوریل ۲۰۰۷   |
| ۲۳۱۴۵۴ | 2007 HK95   | ۲۸ آوریل ۲۰۰۷   |
| ۲۳۱۴۵۵ | 2007 JY8    | ۹ مه ۲۰۰۷       |
| ۲۳۱۴۵۶ | 2007 JC15   | ۱۰ مه ۲۰۰۷      |
| ۲۳۱۴۵۷ | 2007 JN31   | ۱۲ مه ۲۰۰۷      |
| ۲۳۱۴۵۸ | 2007 LN19   | ۱۴ ژوئن ۲۰۰۷    |
| ۲۳۱۴۵۹ | 2007 LV24   | ۱۴ ژوئن ۲۰۰۷    |
| ۲۳۱۴۶۰ | 2007 MG7    | ۱۸ ژوئن ۲۰۰۷    |
| ۲۳۱۴۶۱ | 2007 MC26   | ۲۲ ژوئن ۲۰۰۷    |
| ۲۳۱۴۶۲ | 2007 OL7    | ۲۴ ژوئیه ۲۰۰۷   |
| ۲۳۱۴۶۲ | 2007 PO     | ۵ اوت ۲۰۰۷      |
| ۲۳۱۴۶۴ | 2007 PR4    | ۷ اوت ۲۰۰۷      |
| ۲۳۱۴۶۵ | 2007 PS4    | ۷ اوت ۲۰۰۷      |
| ۲۳۱۴۶۶ | 2007 PJ13   | ۸ اوت ۲۰۰۷      |
| ۲۳۱۴۶۷ | 2007 PZ19   | ۹ اوت ۲۰۰۷      |
| ۲۳۱۴۶۸ | 2007 PT26   | ۱۱ اوت ۲۰۰۷     |
| ۲۳۱۴۶۹ | 2007 PR34   | ۹ اوت ۲۰۰۷      |
| ۲۳۱۴۷۰ | 2007 RH5    | ۲ سپتامبر ۲۰۰۷  |
| ۲۳۱۴۷۱ | 2007 TP185  | ۱۳ اکتبر ۲۰۰۷   |
| ۲۳۱۴۷۲ | 2007 TX241  | ۸ اکتبر ۲۰۰۷    |
| ۲۳۱۴۷۳ | 2007 TL408  | ۱۵ اکتبر ۲۰۰۷   |
| ۲۳۱۴۷۴ | 2007 UX82   | ۳۰ اکتبر ۲۰۰۷   |
| ۲۳۱۴۷۵ | 2007 VO3    | ۱ نوامبر ۲۰۰۷   |
| ۲۳۱۴۷۶ | 2007 VC261  | ۱۳ نوامبر ۲۰۰۷  |
| ۲۳۱۴۷۷ | 2008 EH149  | ۴ مارس ۲۰۰۸     |
| ۲۳۱۴۷۸ | 2008 GB63   | ۵ آوریل ۲۰۰۸    |
| ۲۳۱۴۷۹ | 2008 HQ45   | ۲۸ آوریل ۲۰۰۸   |
| ۲۳۱۴۸۰ | 2008 HO61   | ۳۰ آوریل ۲۰۰۸   |
| ۲۳۱۴۸۱ | 2008 JZ25   | ۸ مه ۲۰۰۸       |
| ۲۳۱۴۸۱ | 2008 KL     | ۲۶ مه ۲۰۰۸      |
| ۲۳۱۴۸۳ | 2008 OD18   | ۳۰ ژوئیه ۲۰۰۸   |
| ۲۳۱۴۸۴ | 2008 OZ18   | ۲۵ ژوئیه ۲۰۰۸   |
| ۲۳۱۴۸۵ | 2008 OA22   | ۲۹ ژوئیه ۲۰۰۸   |
| ۲۳۱۴۸۶ | 2008 PQ2    | ۳ اوت ۲۰۰۸      |
| ۲۳۱۴۸۷ | 2008 PQ3    | ۳ اوت ۲۰۰۸      |
| ۲۳۱۴۸۸ | 2008 PO6    | ۵ اوت ۲۰۰۸      |
| ۲۳۱۴۸۹ | 2008 PG15   | ۱۰ اوت ۲۰۰۸     |
| ۲۳۱۴۹۰ | 2008 QO7    | ۲۵ اوت ۲۰۰۸     |
| ۲۳۱۴۹۱ | 2008 QL17   | ۲۷ اوت ۲۰۰۸     |
| ۲۳۱۴۹۲ | 2008 QD18   | ۲۸ اوت ۲۰۰۸     |
| ۲۳۱۴۹۳ | 2008 QT19   | ۲۹ اوت ۲۰۰۸     |
| ۲۳۱۴۹۴ | 2008 QL24   | ۲۶ اوت ۲۰۰۸     |
| ۲۳۱۴۹۵ | 2008 QJ27   | ۳۰ اوت ۲۰۰۸     |
| ۲۳۱۴۹۶ | 2008 QU29   | ۲۵ اوت ۲۰۰۸     |
| ۲۳۱۴۹۷ | 2008 QU33   | ۲۷ اوت ۲۰۰۸     |
| ۲۳۱۴۹۸ | 2008 QK38   | ۲۳ اوت ۲۰۰۸     |
| ۲۳۱۴۹۹ | 2008 QQ40   | ۲۴ اوت ۲۰۰۸     |
| ۲۳۱۵۰۰ | 2008 QY42   | ۳۰ اوت ۲۰۰۸     |
| ۲۳۱۵۰۱ | 2008 QV43   | ۲۳ اوت ۲۰۰۸     |
| ۲۳۱۵۰۲ | 2008 RD2    | ۲ سپتامبر ۲۰۰۸  |
| ۲۳۱۵۰۳ | 2008 RN12   | ۳ سپتامبر ۲۰۰۸  |
| ۲۳۱۵۰۴ | 2008 RZ14   | ۴ سپتامبر ۲۰۰۸  |
| ۲۳۱۵۰۵ | 2008 RV33   | ۲ سپتامبر ۲۰۰۸  |
| ۲۳۱۵۰۶ | 2008 RB43   | ۲ سپتامبر ۲۰۰۸  |
| ۲۳۱۵۰۷ | 2008 RN44   | ۲ سپتامبر ۲۰۰۸  |
| ۲۳۱۵۰۸ | 2008 RD51   | ۳ سپتامبر ۲۰۰۸  |
| ۲۳۱۵۰۹ | 2008 RT69   | ۵ سپتامبر ۲۰۰۸  |
| ۲۳۱۵۱۰ | 2008 RC84   | ۴ سپتامبر ۲۰۰۸  |
| ۲۳۱۵۱۱ | 2008 RK102  | ۳ سپتامبر ۲۰۰۸  |
| ۲۳۱۵۱۲ | 2008 RD109  | ۱ سپتامبر ۲۰۰۸  |
| ۲۳۱۵۱۳ | 2008 RA113  | ۵ سپتامبر ۲۰۰۸  |
| ۲۳۱۵۱۴ | 2008 RW113  | ۶ سپتامبر ۲۰۰۸  |
| ۲۳۱۵۱۵ | 2008 RD117  | ۸ سپتامبر ۲۰۰۸  |
| ۲۳۱۵۱۶ | 2008 RK124  | ۶ سپتامبر ۲۰۰۸  |
| ۲۳۱۵۱۷ | 2008 SH29   | ۱۹ سپتامبر ۲۰۰۸ |
| ۲۳۱۵۱۸ | 2008 SJ33   | ۲۰ سپتامبر ۲۰۰۸ |
| ۲۳۱۵۱۹ | 2008 SO35   | ۲۰ سپتامبر ۲۰۰۸ |
| ۲۳۱۵۲۰ | 2008 SK38   | ۲۰ سپتامبر ۲۰۰۸ |
| ۲۳۱۵۲۱ | 2008 SF43   | ۲۰ سپتامبر ۲۰۰۸ |
| ۲۳۱۵۲۲ | 2008 SD44   | ۲۰ سپتامبر ۲۰۰۸ |
| ۲۳۱۵۲۳ | 2008 SX45   | ۲۰ سپتامبر ۲۰۰۸ |
| ۲۳۱۵۲۴ | 2008 SA56   | ۲۰ سپتامبر ۲۰۰۸ |
| ۲۳۱۵۲۵ | 2008 SX81   | ۲۵ سپتامبر ۲۰۰۸ |
| ۲۳۱۵۲۶ | 2008 SV82   | ۲۶ سپتامبر ۲۰۰۸ |
| ۲۳۱۵۲۷ | 2008 SU84   | ۲۸ سپتامبر ۲۰۰۸ |
| ۲۳۱۵۲۸ | 2008 SV103  | ۲۱ سپتامبر ۲۰۰۸ |
| ۲۳۱۵۲۹ | 2008 SG105  | ۲۱ سپتامبر ۲۰۰۸ |
| ۲۳۱۵۳۰ | 2008 SR105  | ۲۱ سپتامبر ۲۰۰۸ |
| ۲۳۱۵۳۱ | 2008 SL106  | ۲۱ سپتامبر ۲۰۰۸ |
| ۲۳۱۵۳۲ | 2008 SK126  | ۲۲ سپتامبر ۲۰۰۸ |
| ۲۳۱۵۳۳ | 2008 SR128  | ۲۲ سپتامبر ۲۰۰۸ |
| ۲۳۱۵۳۴ | 2008 SS134  | ۲۳ سپتامبر ۲۰۰۸ |
| ۲۳۱۵۳۵ | 2008 ST147  | ۲۵ سپتامبر ۲۰۰۸ |
| ۲۳۱۵۳۶ | 2008 SV156  | ۲۴ سپتامبر ۲۰۰۸ |
| ۲۳۱۵۳۷ | 2008 SB163  | ۲۸ سپتامبر ۲۰۰۸ |
| ۲۳۱۵۳۸ | 2008 SO164  | ۲۸ سپتامبر ۲۰۰۸ |
| ۲۳۱۵۳۹ | 2008 SG165  | ۲۸ سپتامبر ۲۰۰۸ |
| ۲۳۱۵۴۰ | 2008 SU173  | ۲۲ سپتامبر ۲۰۰۸ |
| ۲۳۱۵۴۱ | 2008 SF174  | ۲۲ سپتامبر ۲۰۰۸ |
| ۲۳۱۵۴۲ | 2008 SV179  | ۲۴ سپتامبر ۲۰۰۸ |
| ۲۳۱۵۴۳ | 2008 SR218  | ۳۰ سپتامبر ۲۰۰۸ |
| ۲۳۱۵۴۴ | 2008 SO219  | ۳۰ سپتامبر ۲۰۰۸ |
| ۲۳۱۵۴۵ | 2008 SR244  | ۲۹ سپتامبر ۲۰۰۸ |
| ۲۳۱۵۴۶ | 2008 SU244  | ۲۹ سپتامبر ۲۰۰۸ |
| ۲۳۱۵۴۷ | 2008 SU245  | ۲۹ سپتامبر ۲۰۰۸ |
| ۲۳۱۵۴۸ | 2008 SO248  | ۲۰ سپتامبر ۲۰۰۸ |
| ۲۳۱۵۴۹ | 2008 SS254  | ۲۲ سپتامبر ۲۰۰۸ |
| ۲۳۱۵۵۰ | 2008 SV258  | ۲۳ سپتامبر ۲۰۰۸ |
| ۲۳۱۵۵۱ | 2008 SJ266  | ۲۳ سپتامبر ۲۰۰۸ |
| ۲۳۱۵۵۲ | 2008 SB269  | ۳۰ سپتامبر ۲۰۰۸ |
| ۲۳۱۵۵۳ | 2008 SS274  | ۲۱ سپتامبر ۲۰۰۸ |
| ۲۳۱۵۵۴ | 2008 SP296  | ۲۹ سپتامبر ۲۰۰۸ |
| ۲۳۱۵۵۵ | 2008 TT2    | ۱ اکتبر ۲۰۰۸    |
| ۲۳۱۵۵۶ | 2008 TT4    | ۱ اکتبر ۲۰۰۸    |
| ۲۳۱۵۵۷ | 2008 TQ27   | ۱ اکتبر ۲۰۰۸    |
| ۲۳۱۵۵۸ | 2008 TQ41   | ۱ اکتبر ۲۰۰۸    |
| ۲۳۱۵۵۹ | 2008 TC46   | ۱ اکتبر ۲۰۰۸    |
| ۲۳۱۵۶۰ | 2008 TV50   | ۲ اکتبر ۲۰۰۸    |
| ۲۳۱۵۶۱ | 2008 TH59   | ۲ اکتبر ۲۰۰۸    |
| ۲۳۱۵۶۲ | 2008 TE63   | ۲ اکتبر ۲۰۰۸    |
| ۲۳۱۵۶۳ | 2008 TR71   | ۲ اکتبر ۲۰۰۸    |
| ۲۳۱۵۶۴ | 2008 TA74   | ۲ اکتبر ۲۰۰۸    |
| ۲۳۱۵۶۵ | 2008 TP129  | ۸ اکتبر ۲۰۰۸    |
| ۲۳۱۵۶۶ | 2008 TQ146  | ۹ اکتبر ۲۰۰۸    |
| ۲۳۱۵۶۷ | 2008 TT163  | ۱ اکتبر ۲۰۰۸    |
| ۲۳۱۵۶۸ | 2008 TJ164  | ۱ اکتبر ۲۰۰۸    |
| ۲۳۱۵۶۹ | 2008 TU165  | ۶ اکتبر ۲۰۰۸    |
| ۲۳۱۵۷۰ | 2008 TF180  | ۲ اکتبر ۲۰۰۸    |
| ۲۳۱۵۷۱ | 2008 UP3    | ۲۲ اکتبر ۲۰۰۸   |
| ۲۳۱۵۷۲ | 2008 UN9    | ۱۷ اکتبر ۲۰۰۸   |
| ۲۳۱۵۷۳ | 2008 UK28   | ۲۰ اکتبر ۲۰۰۸   |
| ۲۳۱۵۷۴ | 2008 UF57   | ۲۱ اکتبر ۲۰۰۸   |
| ۲۳۱۵۷۵ | 2008 UO57   | ۲۱ اکتبر ۲۰۰۸   |
| ۲۳۱۵۷۶ | 2008 UX68   | ۲۱ اکتبر ۲۰۰۸   |
| ۲۳۱۵۷۷ | 2008 UQ94   | ۲۸ اکتبر ۲۰۰۸   |
| ۲۳۱۵۷۸ | 2008 UC155  | ۲۳ اکتبر ۲۰۰۸   |
| ۲۳۱۵۷۹ | 2008 UG170  | ۲۴ اکتبر ۲۰۰۸   |
| ۲۳۱۵۸۰ | 2008 UV181  | ۲۴ اکتبر ۲۰۰۸   |
| ۲۳۱۵۸۱ | 2008 UR196  | ۲۷ اکتبر ۲۰۰۸   |
| ۲۳۱۵۸۲ | 2008 US216  | ۲۵ اکتبر ۲۰۰۸   |
| ۲۳۱۵۸۳ | 2008 UY219  | ۲۵ اکتبر ۲۰۰۸   |
| ۲۳۱۵۸۴ | 2008 UG255  | ۲۷ اکتبر ۲۰۰۸   |
| ۲۳۱۵۸۵ | 2008 UH256  | ۲۷ اکتبر ۲۰۰۸   |
| ۲۳۱۵۸۶ | 2008 UP266  | ۲۸ اکتبر ۲۰۰۸   |
| ۲۳۱۵۸۷ | 2008 UL274  | ۲۸ اکتبر ۲۰۰۸   |
| ۲۳۱۵۸۸ | 2008 UH277  | ۲۸ اکتبر ۲۰۰۸   |
| ۲۳۱۵۸۹ | 2008 UZ311  | ۳۰ اکتبر ۲۰۰۸   |
| ۲۳۱۵۹۰ | 2008 UZ315  | ۳۰ اکتبر ۲۰۰۸   |
| ۲۳۱۵۹۱ | 2008 UP336  | ۲۳ اکتبر ۲۰۰۸   |
| ۲۳۱۵۹۲ | 2008 UG346  | ۲۴ اکتبر ۲۰۰۸   |
| ۲۳۱۵۹۳ | 2008 UW353  | ۲۰ اکتبر ۲۰۰۸   |
| ۲۳۱۵۹۴ | 2008 US358  | ۲۶ اکتبر ۲۰۰۸   |
| ۲۳۱۵۹۵ | 2008 VF70   | ۶ نوامبر ۲۰۰۸   |
| ۲۳۱۵۹۵ | 2008 WQ     | ۱۷ نوامبر ۲۰۰۸  |
| ۲۳۱۵۹۷ | 2008 WV35   | ۱۷ نوامبر ۲۰۰۸  |
| ۲۳۱۵۹۸ | 2008 YE135  | ۳۰ دسامبر ۲۰۰۸  |
| ۲۳۱۵۹۹ | 2008 YJ149  | ۲۱ دسامبر ۲۰۰۸  |
| ۲۳۱۶۰۰ | 2009 AA19   | ۲ ژانویه ۲۰۰۹   |
| ۲۳۱۶۰۱ | 2009 BW68   | ۲۵ ژانویه ۲۰۰۹  |
| ۲۳۱۶۰۲ | 2009 BD131  | ۳۱ ژانویه ۲۰۰۹  |
| ۲۳۱۶۰۳ | 2009 CD16   | ۱ فوریه ۲۰۰۹    |
| ۲۳۱۶۰۴ | 2009 FG74   | ۳۱ مارس ۲۰۰۹    |
| ۲۳۱۶۰۵ | 2009 HN60   | ۲۱ آوریل ۲۰۰۹   |
| ۲۳۱۶۰۶ | 2009 HN102  | ۲۲ آوریل ۲۰۰۹   |
| ۲۳۱۶۰۷ | 2009 JQ12   | ۱۵ مه ۲۰۰۹      |
| ۲۳۱۶۰۸ | 2009 QK4    | ۱۷ اوت ۲۰۰۹     |
| ۲۳۱۶۰۸ | 2009 RV     | ۱۰ سپتامبر ۲۰۰۹ |
| ۲۳۱۶۱۰ | 2009 RK12   | ۱۲ سپتامبر ۲۰۰۹ |
| ۲۳۱۶۱۱ | 2009 RC62   | ۱۴ سپتامبر ۲۰۰۹ |
| ۲۳۱۶۱۲ | 2009 RO64   | ۱۵ سپتامبر ۲۰۰۹ |
| ۲۳۱۶۱۳ | 2009 SQ25   | ۱۶ سپتامبر ۲۰۰۹ |
| ۲۳۱۶۱۴ | 2009 SQ38   | ۱۶ سپتامبر ۲۰۰۹ |
| ۲۳۱۶۱۵ | 2009 SK78   | ۱۸ سپتامبر ۲۰۰۹ |
| ۲۳۱۶۱۶ | 2009 SR96   | ۱۹ سپتامبر ۲۰۰۹ |
| ۲۳۱۶۱۷ | 2009 SW102  | ۲۴ سپتامبر ۲۰۰۹ |
| ۲۳۱۶۱۸ | 2009 SF104  | ۲۵ سپتامبر ۲۰۰۹ |
| ۲۳۱۶۱۹ | 2009 SJ108  | ۱۶ سپتامبر ۲۰۰۹ |
| ۲۳۱۶۲۰ | 2009 SY128  | ۱۸ سپتامبر ۲۰۰۹ |
| ۲۳۱۶۲۱ | 2009 SB132  | ۱۸ سپتامبر ۲۰۰۹ |
| ۲۳۱۶۲۲ | 2009 SX159  | ۲۰ سپتامبر ۲۰۰۹ |
| ۲۳۱۶۲۳ | 2009 SR207  | ۲۳ سپتامبر ۲۰۰۹ |
| ۲۳۱۶۲۴ | 2009 SN232  | ۱۹ سپتامبر ۲۰۰۹ |
| ۲۳۱۶۲۵ | 2009 SO255  | ۲۰ سپتامبر ۲۰۰۹ |
| ۲۳۱۶۲۶ | 2009 SU258  | ۲۱ سپتامبر ۲۰۰۹ |
| ۲۳۱۶۲۷ | 2009 SU345  | ۱۹ سپتامبر ۲۰۰۹ |
| ۲۳۱۶۲۸ | 2009 SY351  | ۱۷ سپتامبر ۲۰۰۹ |
| ۲۳۱۶۲۹ | 2009 TH13   | ۱۴ اکتبر ۲۰۰۹   |
| ۲۳۱۶۳۰ | 2009 TW24   | ۱۴ اکتبر ۲۰۰۹   |
| ۲۳۱۶۳۱ | 2009 TV41   | ۱۲ اکتبر ۲۰۰۹   |
| ۲۳۱۶۳۲ | 2009 UZ12   | ۱۷ اکتبر ۲۰۰۹   |
| ۲۳۱۶۳۳ | 2009 UV26   | ۲۱ اکتبر ۲۰۰۹   |
| ۲۳۱۶۳۴ | 2009 UD36   | ۲۲ اکتبر ۲۰۰۹   |
| ۲۳۱۶۳۵ | 2009 UV71   | ۲۳ اکتبر ۲۰۰۹   |
| ۲۳۱۶۳۶ | 2009 UP84   | ۲۳ اکتبر ۲۰۰۹   |
| ۲۳۱۶۳۷ | 2009 UK88   | ۲۱ اکتبر ۲۰۰۹   |
| ۲۳۱۶۳۸ | 2009 UY88   | ۲۴ اکتبر ۲۰۰۹   |
| ۲۳۱۶۳۹ | 2009 UC127  | ۲۲ اکتبر ۲۰۰۹   |
| ۲۳۱۶۴۰ | 2009 UJ129  | ۲۴ اکتبر ۲۰۰۹   |
| ۲۳۱۶۴۱ | 2009 UO138  | ۱۸ اکتبر ۲۰۰۹   |
| ۲۳۱۶۴۲ | 2009 UY140  | ۳۰ اکتبر ۲۰۰۹   |
| ۲۳۱۶۴۳ | 2009 VJ2    | ۹ نوامبر ۲۰۰۹   |
| ۲۳۱۶۴۴ | 2009 VV61   | ۸ نوامبر ۲۰۰۹   |
| ۲۳۱۶۴۵ | 2009 VQ88   | ۱۰ نوامبر ۲۰۰۹  |
| ۲۳۱۶۴۶ | 2009 VX103  | ۱۰ نوامبر ۲۰۰۹  |
| ۲۳۱۶۴۷ | 2009 VD110  | ۹ نوامبر ۲۰۰۹   |
| ۲۳۱۶۴۸ | 2009 VV112  | ۸ نوامبر ۲۰۰۹   |
| ۲۳۱۶۴۸ | 2009 WW     | ۱۷ نوامبر ۲۰۰۹  |
| ۲۳۱۶۵۰ | 2009 WZ8    | ۱۸ نوامبر ۲۰۰۹  |
| ۲۳۱۶۵۱ | 2009 WE9    | ۱۸ نوامبر ۲۰۰۹  |
| ۲۳۱۶۵۲ | 2009 WE24   | ۱۸ نوامبر ۲۰۰۹  |
| ۲۳۱۶۵۳ | 2009 WH24   | ۱۸ نوامبر ۲۰۰۹  |
| ۲۳۱۶۵۴ | 2009 WD163  | ۲۱ نوامبر ۲۰۰۹  |
| ۲۳۱۶۵۵ | 2009 WW164  | ۲۱ نوامبر ۲۰۰۹  |
| ۲۳۱۶۵۶ | 2009 WT165  | ۲۱ نوامبر ۲۰۰۹  |
| ۲۳۱۶۵۷ | 2009 WE166  | ۲۱ نوامبر ۲۰۰۹  |
| ۲۳۱۶۵۸ | 2009 WG183  | ۲۳ نوامبر ۲۰۰۹  |
| ۲۳۱۶۵۹ | 2009 WE237  | ۱۶ نوامبر ۲۰۰۹  |
| ۲۳۱۶۶۰ | 2009 XK2    | ۱۱ دسامبر ۲۰۰۹  |
| ۲۳۱۶۶۱ | 2009 XQ19   | ۱۵ دسامبر ۲۰۰۹  |
| ۲۳۱۶۶۲ | 2009 XO21   | ۱۰ دسامبر ۲۰۰۹  |
| ۲۳۱۶۶۳ | 2009 XA22   | ۹ دسامبر ۲۰۰۹   |
| ۲۳۱۶۶۴ | 2009 YL6    | ۲۰ دسامبر ۲۰۰۹  |
| ۲۳۱۶۶۴ | 7602 P-L    | ۱۷ اکتبر ۱۹۶۰   |